# Afidas (syn Arkasa)
Afidas lub Afejdas (gr.: Ἀφείδας, Afeidas) – król Tegei, syn Arkasa, ojciec Aleosa i Steneboi. Postać z mitologii greckiej.
Afidas był synem władcy Arkadii Arkasa i Leanejry (lub Chrysopelei). Umierając Arkas podzielił swoje królestwo pomiędzy synów: Azanowi przekazał Azanię, Elatosowi – okolice góry Kyllene, a Afidasowi – Tegeę. Afidas miał syna Aleosa i córkę Steneboję. Okazał się słabym królem, dopiero jego syn przywrócił Tegei przodującą rolę w Arkadii.